# Sara Mingardo
Sara Mingardo (ur. 2 marca 1961 w Mestre) – włoska śpiewaczka (kontralt), wykonująca utwory od dzieł muzyki dawnej, poprzez klasycyzm, romantyzm aż po muzykę XX wieku.
Urodziła się w Wenecji, tam studiowała pod kierunkiem Franco Ghittiego, a następnie w Accademia Chigiana w Sienie. Debiutowała w 1987 w roli Fidalmy w Il matrimonio segreto Domenica Cimarosy.
Współpracowała z wieloma, światowej sławy, artystami i zespołami, m.in. z Claudiem Abbadem, Rinaldem Alessandrinim, Jordi Savallem, Johnem Eliotem Gardinerem i wieloma innymi.
Została nagrodzona m.in. nagrodą Grammy za Les Troyens Hectora Berlioza, Diapason d’Or za L’Olimpiade Antonia Vivaldiego czy Gramophone Award za Aci, Galatea e Polifemo Georga Friedricha Händla.
10 kwietnia 2009 wystąpiła w towarzystwie Venice Baroque Orchestra w Filharmonii Krakowskiej w ramach festiwalu Misteria Paschalia.